# Salpingoides thoracicus
Salpingoides thoracicus is een keversoort uit de familie platsnuitkevers (Salpingidae). De wetenschappelijke naam van de soort werd in 1988 gepubliceerd door Nikolay Borisovich Nikitskiy.